# Bataille de Chapu
Première guerre de l'opium
Batailles
m
- Kowloon
- Chuanbi (1re)
- Chusan (1re)
- Barrière
- Chuanbi (2e)
- Bogue
- Première barre
- Whampoa
- Broadway
- Canton (1re)
- Canton (2e)
- Sanyuanli
- Amoy
- Chusan (2e)
- Chinhai
- Ningpo
- Tzeki
- Chapu
- Woosung
- Chinkiang
- Nerbudda

La bataille de Chapu (乍浦之战, Battle of Chapu)  oppose les forces britanniques et chinoises le 18 mai 1842 lors de la première guerre de l'opium.
Après leurs victoires dans la région à Chusan, Chinhai, Ningpo, et Tzeki, les Britanniques poursuivent leur avancée face au refus de la cour impériale chinoise, trompée par les faux rapports reçus de ses généraux, de conclure une paix. Ils capturent ainsi la ville de Chapu (en) sur la rive nord de la baie de Hangzhou.
Pour les Britanniques, cette bataille est l'une des plus coûteuses de la guerre avec treize morts, tandis que les Chinois ont perdu plus de 1 000 hommes. Ces « fortes » pertes britanniques sont dues à la résistance de troupes mandchoues retranchées dans un temple, et face à laquelle le colonel Nicholas Tomlinson (en) est tué.

## Contexte
Après une série de dix-huit mois de défaites militaires, l'empereur Daoguang formule une double stratégie. Après une prochaine victoire militaire, qui doit être remportée par le général Yijing (de), il planifie des négociations de paix, conduites par son plénipotentiaire Keying. Les dirigeants chinois, en particulier Yijing, considèrent le retrait britannique de Ningpo comme leur propre victoire militaire. Il rapporte aussi mensongèrement à l'empereur de fausses victoires près de l'île de Chusan.
Un changement de commandement est imminent du côté britannique, car Charles Elliot doit être remplacé par Henry Pottinger, arrivé depuis peu en Asie. Les officiers d'Elliot, Hugh Gough et William Parker, ont indépendamment planifié une attaque de Chapu afin de ne pas offrir aux adversaires chinois un répit pour se réorganiser. Le but de l'opération est de perturber le commerce maritime et fluvial intérieur en occupant des emplacements côtiers stratégiquement importants.
La petite ville de Chapu est située à l'entrée nord de la baie de Hangzhou, l'entrée maritime de la province du Zhenjiang. Avant la guerre, 7 000 soldats Qing étaient stationnés dans la ville en raison de son emplacement stratégique. Comme l'ensemble de l'armée Qing, la garnison de Chapu souffre d'un sous-financement chronique, ce qui oblige de nombreux soldats à gagner un revenu supplémentaire parallèlement à leur poste de militaire. En juillet 1840, un bombardement d'artillerie britannique avait déjà eu lieu près de Chapu, tuant six soldats chinois. À la fin de 1841, toutes les grandes villes portuaires au sud de Chapu avaient été attaquées par les Britanniques.
La seule fortification dont dispose Chapu est son mur d'enceinte lui-même. La garnison est équipée de soixante canons, dont onze en bronze, un stock d'artillerie nettement plus petit que celui des garnisons précédemment attaquées par les Britanniques. Après avoir évacué Ningpo le 7 mai 1842, les Britanniques envoient une flotte de sept navires de guerre conventionnels et quatre navires à vapeur avec environ 2 000 soldats au sol en marche vers le nord. La flotte arrive au large de Chapu le 17 mai 1842.

## Bataille
L'attaque britannique débute le 18 mai 1842 par un bombardement maritime, comme lors des batailles précédentes, tandis que des forces terrestres sont simultanément débarquées pour attaquer les défenseurs par le flanc. La majorité des troupes chinoises fuient le champ de bataille en conséquence. Cependant, des unités des Huit Bannières stationnées à Chapu opposent une féroce résistance dans la ville et dans un temple voisin, utilisant des armes de mêlée et des armes de poing. Cependant, les défenseurs chinois ne peuvent pas résister à la supériorité de feu des Britanniques.

## Conséquences
La bataille est l'un des affrontements les plus coûteux de la première guerre de l'opium pour les Britanniques avec 13 morts et 42 blessés. Des soldats et officiers britanniques rapportent des suicides de masse par des bannerets mandchous et leurs familles vivant dans la ville, craignant le déshonneur de la capture. Des sources chinoises contemporaines décrivent ce grand nombre de morts civiles comme étant le fait d'un massacre britannique. Il n'y a pas de chiffres officiels sur les pertes chinoises pour les militaires ou la population civile. La défaite fait paniquer Yijing, en route pour Chapu au moment de la bataille. Le 28 mai 1842, les Britanniques évacuent la ville conquise avant de se diriger vers le fleuve  Woosung, près de Shanghai.

## Galerie

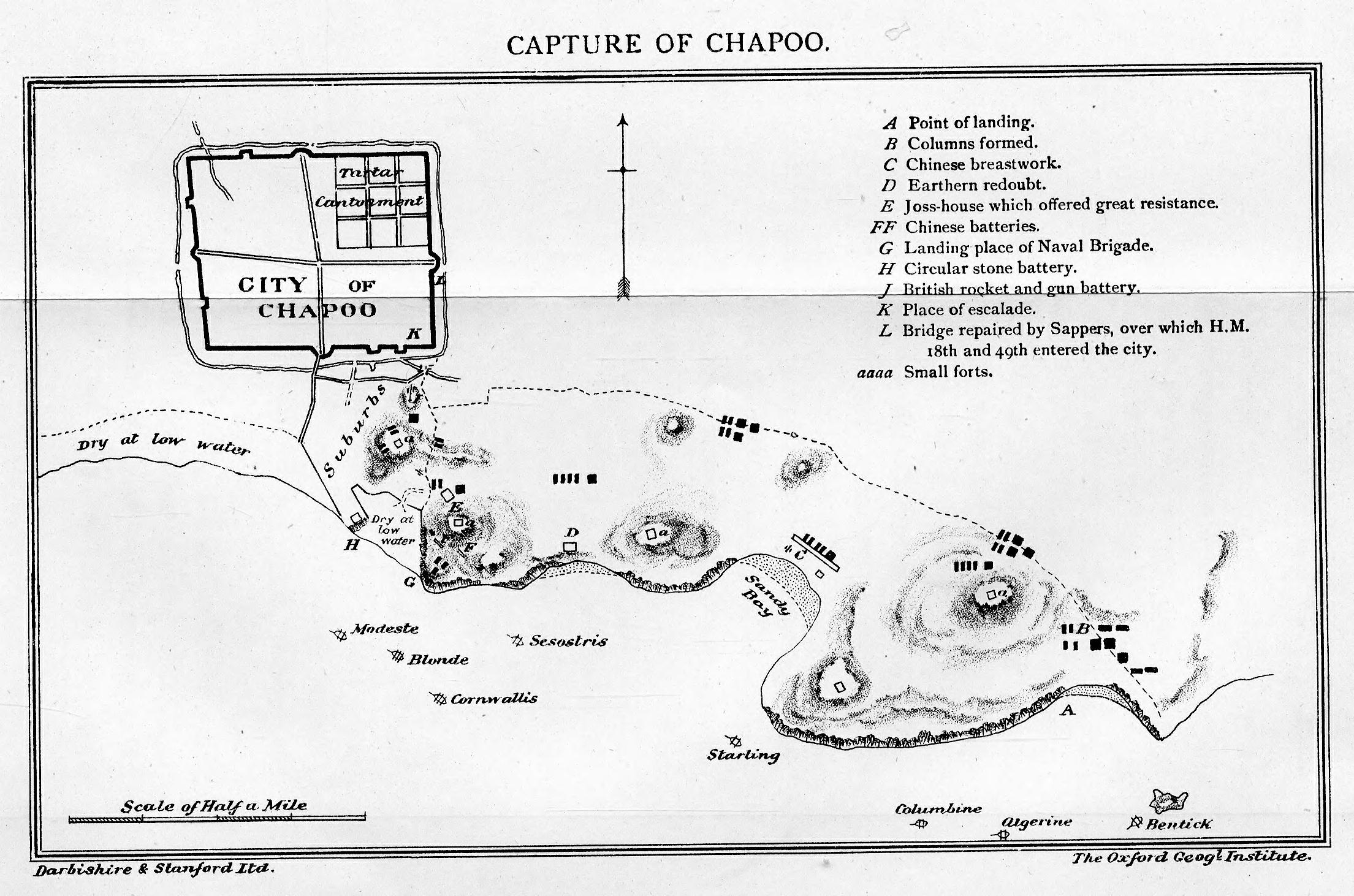
Plan de la bataille
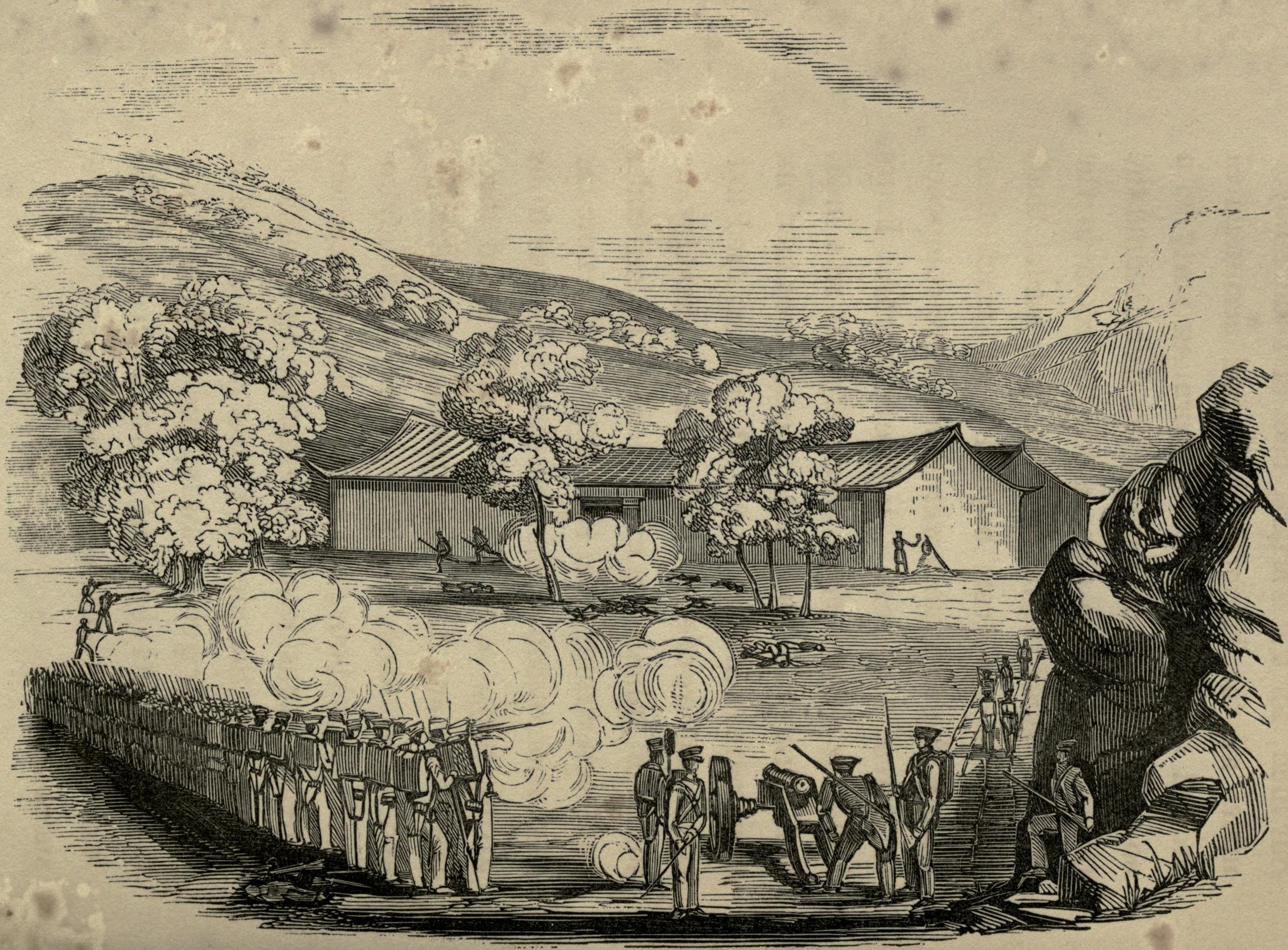
Engagement au temple chinois
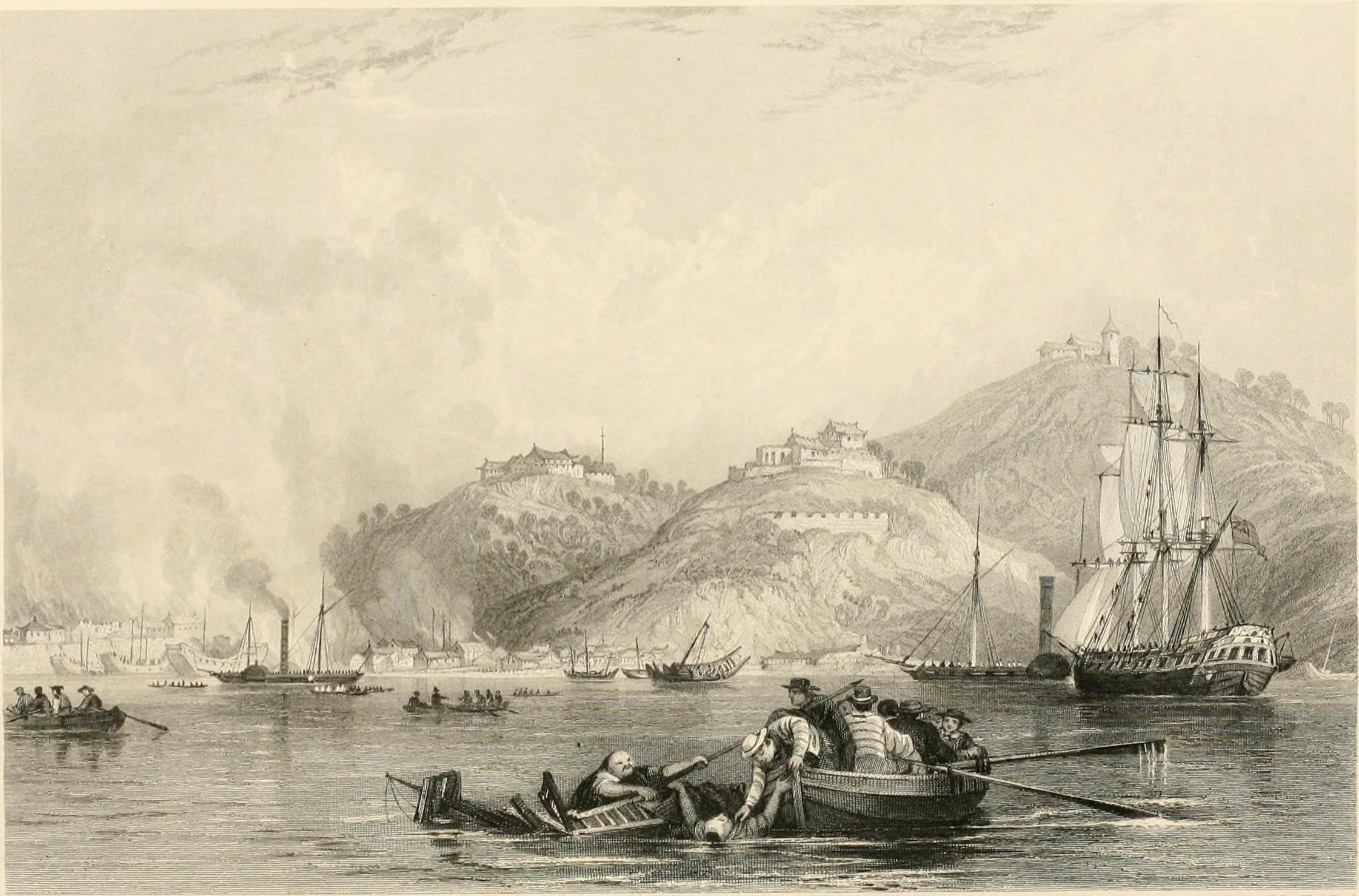
Fin de la bataille